# 敕海庙

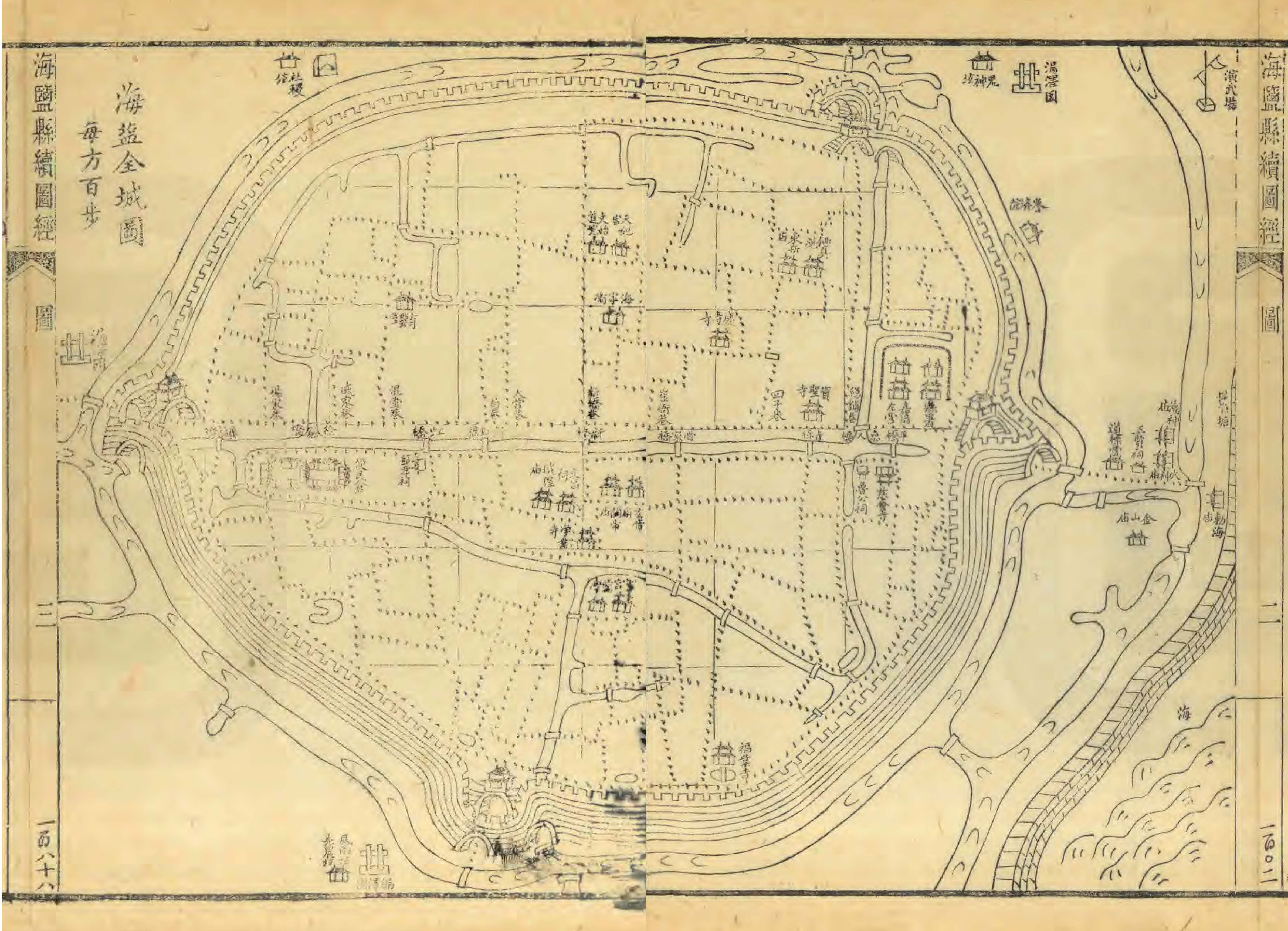
清乾隆十三年（1748）《海盐县续图经》海盐全城图，敕海庙在东门外，坐西向东，面朝大海。

敕海庙为中国浙江省嘉兴市海盐县的一座已不存的寺庙，原在武原街道县城东门靖海门外的海塘上，即今观海园内潮音阁北一带，主祀观音。该寺始建于明洪武年间，清康熙、雍正、乾隆时均有重修。清道光时于庙南北分别建依山阁和晏思堂，其中晏思堂祀历代修筑海塘有功者，后均圮，同治时又在依山阁旧址建报功祠并改祀于此。今县城东的一段海塘因此而得名敕海庙段。